# رامالاکا
رامالاکا (به لاتین: Rammalaka) یک منطقهٔ مسکونی در سری‌لانکا است که در استان مرکزی (سری‌لانکا) واقع شده‌است.